# Spring Byington
Spring Byington, född 17 oktober 1886 i Colorado Springs, Colorado, död 7 september 1971 i Los Angeles, var en amerikansk skådespelare. Byington var bland annat stjärna i den framgångsrika sitcomen December Bride (1954–1959). Hon var en av Metro-Goldwyn-Mayers viktigaste kontraktsstjärnor och medverkade i ett flertal filmer under 1930-talet fram till 1960-talet.

## Filmografi i urval

### Film
- 1933 – Unga kvinnor
- 1935 – Myteri
- 1935 – Dr Yogami från London
- 1935 – Way Down East
- 1936 – De tappra 600
- 1936 – Varför byta männen hustru?
- 1936 – Theodora leker med elden
- 1937 – Gentleman efter midnatt
- 1937 – A Family Affair
- 1937 – En läkares ansvar
- 1938 – Tom Sawyers äventyr
- 1938 – Skandalen kring Julie
- 1938 – Komedin om oss människor
- 1938 – Sjörövarnas konung
- 1939 – Triumf
- 1940 – Fågel blå
- 1940 – Bara kamrater..?
- 1940 – Laddie
- 1941 – Hemliga Higgins
- 1941 – Vi behöver varann
- 1946 – Fåfäng var min dröm

### TV
- December Bride (1954–1959) – Lily Ruskin
- The Ford Show (27 december 1956) – Sig själv
- What's My Line? (27 december 1957) – Sig själv. (Avsnitt nr 386, säsong 9, avsnitt 9).
- Alfred Hitchcock presenterar (1960) – Alice Wagner, avsnittet "The Man with Two Faces"
- Dennis (1961) – Sig själv, avsittet "Dennis' Birthday", sänt 19 februari 1961.
- Laramie (1961–1963) – Daisy Cooper
- Läderlappen (1966) – J. Pauline Spaghetti, avsnitten "The Catwoman Goeth" och "The Sandman Cometh"
- I Dream of Jeannie (1967) – Mamma, avsnittet "Meet My Master's Mother"
- The Flying Nun (1968) – Mother General, avsnittet "To Fly or Not to Fly"